# 杉森秀則
杉森 秀則（すぎもり ひでのり、1960年（昭和35年） - ）は日本の映像作家、CMディレクター、映画監督、広告クリエイティヴ・ディレクター。株式会社映像制作センター代表取締役。富山県富山市出身。

## 来歴
早稲田大学商学部在学中に8mmの自主映画『Grey』が、ぴあフィルムフェスティバル入賞。
1983年、NHKに入社。金沢支局赴任時代、ドキュメンタリー・報道・スポーツ・ドラマなどの番組映像を演出。
1987年、東京ドラマ部へ。『NHKスペシャル』『ETV8』や、ドラマ・スペシャル『ラベンダーの風吹く丘』（脚本：矢島正雄、主演：安田成美、イッセー尾形）、NHKスペシャル『エデンの街』（脚本：湯本香樹実、主演：森公美子）、単発ドラマ 『精・性・生』 （脚本：杉森秀則、主演：萩原健一）などを手がける。
1990年、NHKを退職以降、フリーのCMディレクターとして活動。「アサヒビール・スーパードライ」を6年間担当。
2002年、映画『水の女』（製作：日活・アーティストフィルム  主演：UA・浅野忠信）を脚本・監督。ヴェネチア国際映画祭を始め、ニューヨーク・トロント・ロッテルダム・香港など10の国際映画祭に正式招待。アメリカ・サンダンス映画祭 ＜サンダンス／NHK国際映像作家賞＞受賞。ギリシャ・テッサロニキ国際映画祭で＜グランプリ＞ゴールデン・アレキサンダー賞受賞 。
2003年、短編映画『03クロス』（製作：ビクター 主演：坂本真綾）を監督。プサン国際映画祭正式招待。富山県ひとづくり財団による「とやま賞」を受賞。
2005年、『民放連 CMのCM』で、CM大賞受賞（CM総研発表）
2008年、「売り上げに最も貢献したCM」（CM総研発表）にフランス・ダノン社「ビオ」が選ばれる。
2001年、株式会社5エレメンツ設立および代表取締役就任。
2012年、株式会社映像制作センター代表に就任。防衛省・陸海空自衛隊のメイン広報映像、海上保安庁、三菱重工業、川崎重工業、古河電気工業、荏原製作所、JFEエンジニアリング、資生堂などの映像を企画・演出。
映像を中心に、イベント、ブランディング、コンセプトデザイン等を手掛ける。特に、プレゼンテーションに強く、勝率は85％を超える。

## 主な著作
- 『バカ勝ち！アイデア』（2022年4月、東洋経済新報社、ISBN-13:978-4492558102

## 主な演出テレビ番組
- NHKスペシャル
- ETV8
- ドラマ・スペシャル『ラベンダーの風吹く丘』
- NHKスペシャル『エデンの街』
- 単発ドラマ 『精・性・生』